# District de Wolong
Pour les articles homonymes, voir Wolong.
Le district de Wolong (卧龙区 ; pinyin : Wòlóng Qū) est une subdivision administrative de la province du Henan en Chine. Il est placé sous la juridiction de la ville-préfecture de Nanyang.